# Gustav Diessl

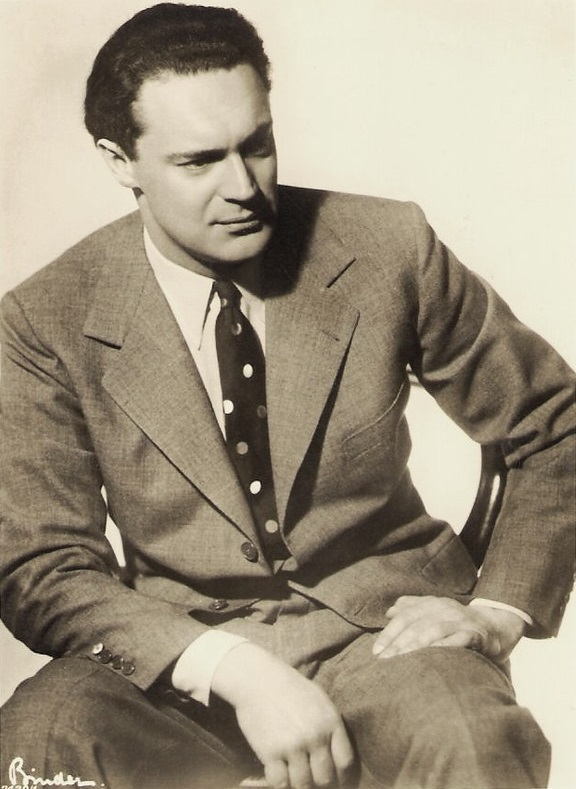
Gustav Diessl (1932)

Gustav Karl Balthasar Diessl, auch Gustav Dießl (* 30. Dezember 1899 in Wien, Österreich-Ungarn; † 20. März 1948 ebenda), war ein österreichischer Schauspieler.

## Leben und Wirken
Gustav Diessl war der Sohn des Altphilologen und Lehrers Alois Diessl (1859–1936) und dessen Ehefrau Leopoldine Diessel, geborene Biringer (1865–1943). Er studierte an der Wiener Kunstgewerbeschule Bildhauerei und Malerei. 1916 sammelte er an Wiener Bühnen erste Schauspielerfahrung. Diessl musste diese Tätigkeit jedoch unterbrechen, weil er im Ersten Weltkrieg im Herbst 1917 zum 1. Tiroler Kaiserjägerregiment eingezogen wurde. Nach dem Besuch der Offiziersschule in Freistadt wurde er im September 1918 als Offizieranwärter im Gebiet des Pasubio eingesetzt. Ende Oktober 1918 wurde er gefangen genommen und nach Italien verlegt. Den größten Teil seiner Gefangenschaft verbrachte er im Offiziersgefangenenlager bei Miazzo an der Nordküste Siziliens. Nach seiner Rückkehr aus der Gefangenschaft im Oktober 1919 standen keine ausreichenden Geldmittel zur Verfügung, um die wegen des Krieges abgebrochene Ausbildung an der Kunstgewerbeschule wieder aufnehmen zu können. Stattdessen begann er eine Ausbildung als Bühnenbildner, die er jedoch umgehend abbrach, um sich der Schauspielerei zuzuwenden. Noch 1919 schloss er sich einer Wanderbühne an, 1921 folgte das erste Engagement an der Neuen Wiener Bühne. Für die kleine Wiener Produktionsfirma Dreamland-Film stand er im selben Jahr zum ersten Mal für einen Film vor der Kamera: in Carl Froelichs Abenteuerfilm Im Banne der Kralle spielte er neben Eugen Jensen einen Ingenieur. Mitte der 1920er Jahre ging Diessl nach Berlin, wo er unter anderem in zwei Filmen von G. W. Pabst mitwirkte: im Ehedrama Abwege (1928) spielte er einen Rechtsanwalt, der aus beruflichem Ehrgeiz seine Frau (dargestellt von Brigitte Helm) vernachlässigt, und in der Wedekind-Verfilmung Die Büchse der Pandora (1928/29) trat er neben Louise Brooks als Jack the Ripper auf. Anschließend stand er für Fjodor Ozeps deutsch-sowjetische Koproduktion Der lebende Leichnam, eine Produktion der proletarischen Berliner Prometheus Film, vor der Kamera.
Sehr erfolgreich war Gustav Diessl 1929 im von Arnold Fanck und G. W. Pabst inszenierten Hochgebirgsdrama Die weiße Hölle vom Piz Palü, der zunächst als Stummfilm produziert und 1935 mit einer nachträglich erstellten Tonspur neu herausgebracht wurde. Diessl spielte darin einen Akademiker, dessen junge Frau während einer gemeinsamen Kletterpartie in eine Gletscherspalte abstürzt, und der sich später selbst opfert, um einem in Bergnot befindlichen jungen Paar (Leni Riefenstahl, Ernst Petersen) das Leben zu retten. Diessls Darstellungskunst fiel aus dem Rahmen des Konventionellen, weil er reife, ruhige, grundverlässliche, oft jedoch etwas introvertierte oder komplexe männliche Charaktere mit Sex-Appeal spielte. In seiner Zeit war er der Prototyp des etwas schwierigen Mannes, der Frauen geradezu gegen seinen Willen anzieht, eben weil er so kompliziert und so schwer zu erobern ist. In Die weiße Hölle vom Piz Palü zum Beispiel verliebt Maria Majoni (Leni Riefenstahl) sich nur deshalb in ihn, weil er ein verbitterter Einzelgänger ist und sie als Frau zunächst kaum zur Kenntnis nimmt. Die Abgründigkeit seiner Charaktere sowie seine Undurchschaubarkeit qualifizierte Diessl andererseits oft auch zur Interpretation von Verbrechertypen.
Der erste Tonfilm, in dem Gustav Diessl mitwirkte, war 1930 Pabsts Antikriegsfilm Westfront 1918. Diessl spielte darin einen von vier ungleichen Kriegskameraden, die alle von den Schrecken des Ersten Weltkrieges überwältigt werden – Diessl von der Untreue seiner in der Heimat vereinsamten Frau. Daneben stand Diessl mit Stars wie Lil Dagover (Die Ehe, 1929), Henny Porten (Mutterliebe, 1929), Hans Albers (Hans in allen Gassen, 1930), Gustaf Gründgens (Teilnehmer antwortet nicht, 1932) und immer wieder Brigitte Helm vor der Kamera. Zu einer Zusammenarbeit mit G. W. Pabst kam es letztmals 1932 bei der Produktion des Films Die Herrin von Atlantis, in dem Diessl in der Rolle eines Kolonialsoldaten zu sehen ist, der als einziger Mann der Verführungskraft der geheimnisvollen weiblichen Titelfigur (Brigitte Helm) widersteht. Produziert hatte diesen Film die renommierte Berliner Nero-Film, die Diessl gleich im Anschluss noch einmal einsetzte, und zwar in  Fritz Langs Film Das Testament des Dr. Mabuse (1932/33), in dem er einen ausstiegswilligen Gangster spielte, der erfolgreich versucht, sich aus dem Zwang des dämonischen Drahtziehers Dr. Mabuse zu befreien. Arnold Fancks Abenteuerfilm SOS Eisberg (1932/1933), der in den Hauptrollen ähnlich besetzt war wie Die weiße Hölle vom Piz Palü, sowie der Bergfilm Die weiße Majestät (1933) versuchten, an den Erfolg von Die weiße Hölle vom Piz Palü anzuknüpfen.
Trotz seiner wiederholten Zusammenarbeit mit Produktionsfirmen wie der Nero-Film und der Prometheus Film, die in der Kulturwelt ihrer Zeit Bastionen gegen den aufkommenden Nationalsozialismus darstellten, blieb Diessl auch über 1933 hinaus ein gefragter Darsteller. Bereits in früheren Filmen hatte Diessl gezeigt, dass er auch als Darsteller unheimlicher und schwer durchschaubarer Ausländer überzeugend war. In Karl Grunes Exotikdrama Das gelbe Haus des King-Fu (1931) z. B. hatte er einen dämonischen chinesischen Bösewicht verkörpert. In der NS-Zeit stellte er nun häufiger Ausländer dar, zunächst 1936 in Arthur Maria Rabenalts deutsch-italienischer Koproduktion Die Liebe des Maharadscha. Diessl spielte darin einen im italienischen Exil lebenden Maharadscha, der sich in eine Klavierspielerin (dargestellt von der italienischen Diva Isa Miranda) verliebt, weil sie seiner verstorbenen Frau ähnelt. Die Pianistin ist von dem exotischen Fremden fasziniert, wendet sich aber von ihm ab, als sie begreift, dass er sie nicht um ihrer selbst willen liebt. Noch im selben Jahr trat Diessl in Paul Wegeners Melodram Moskau – Shanghai als russischer Hauptmann auf, der sich in den Revolutionswirren in eine schöne Sängerin (Pola Negri) verliebt. Als Russe erschien er gleich danach auch in Herbert Maischs Revolutionsmelodram Starke Herzen (1937) sowie in Richard Eichbergs zweiteiligem Exotikfilm Der Tiger von Eschnapur und Das indische Grabmal (1937/38). Als Liebhaber der schönen Maharani (La Jana) macht er sich darin zum Gegenspieler ihres eifersüchtigen, mächtigen Ehemannes (Frits van Dongen). Im Abenteuerfilm Kautschuk schlüpfte Diessl 1938 in die Rolle eines reichen brasilianischen Plantagenbesitzers, der erleben muss, wie ein britischer Abenteurer ihm nicht nur die Verlobte (Vera von Langen) ausspannt, sondern durch Samenschmuggel auch das brasilianische Kautschukmonopol bricht. Einen reichen Brasilianer spielte er 1940 noch einmal im Kriminalfilm Stern von Rio. 1941 wirkte er in der Rolle eines slowenischen Gutsbesitzers neben Olga Tschechowa in Fritz Peter Buchs antiserbischem Propagandafilm Menschen im Sturm mit. Diessl spielte 1941 zusammen mit Fosco Giachetti und Isa Miranda im Film Die Weisse Göttin. Regie führte Alfredo Guarini.

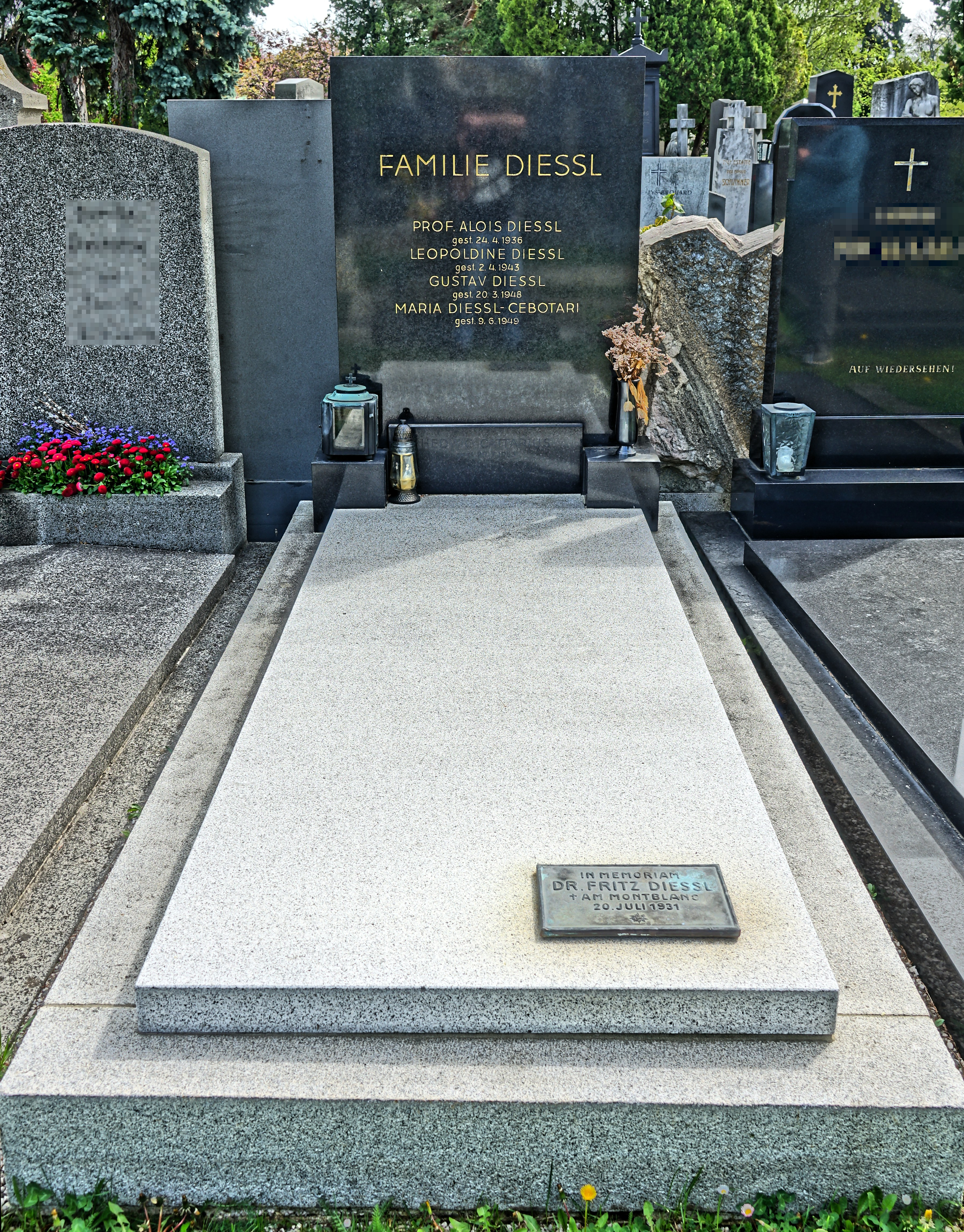
Grabstätte von Gustav Diessl

Während der Dreharbeiten zum Film Starke Herzen hatte Gustav Diessl die bedeutende Opernsängerin Maria Cebotari kennengelernt, die sich seinetwegen scheiden ließ und mit ihm 1938 die Ehe schloss. Nachdem er bereits zuvor häufig im Ausland gedreht hatte, arbeitete er von 1941 bis 1944 fast ausschließlich in Italien. Erst 1944 war er wieder in einem deutschen Film zu sehen: In Harald Brauns Ibsen-Adaption Nora spielte er den Vertrauten und Verehrer der Titelheldin (Luise Ullrich). Diessls letzte Filmrolle vor dem Ende des Zweiten Weltkrieges war die des preußischen Leutnants Ferdinand von Schill in Veit Harlans Durchhaltefilm Kolberg (1943/45). Diessl stand 1944 auf der Gottbegnadeten-Liste der Schauspieler, die vom Kriegsdienst ausgenommen wurden.
Nach 1945 stand Diessl nur noch einmal vor der Kamera, nämlich als Ankläger in G. W. Pabsts 1947 in Österreich produziertem Film Der Prozeß, der einen Ritualmord-Prozess des Jahres 1882 zum Thema hat und sich mit dem Antisemitismus auseinandersetzt.
Diessl war bereits im Jahr 1945 an einem Schlaganfall erkrankt und litt danach unter Lähmungen. Am Abend des 19. März 1948 konnte er noch mit seiner Ehefrau bei der österreichischen Erstaufführung von Der Prozeß teilnehmen, wobei er vom Publikum gefeiert wurde. Bei seiner Rückkehr in seine Wiener Wohnung klagte er plötzlich über Kopfschmerzen. Am 20. März wurde er gegen 1.00 Uhr bewusstlos und erlag trotz der Bemühungen seines Hausarztes um 4.45 Uhr einem Schlaganfall. Gustav Diessl wurde am 26. März 1948 auf dem Döblinger Friedhof beigesetzt (Gruppe 28, Reihe 1, Nr. 6).
Erst nach seinem Tod kamen zwei ältere Filme in die Kinos, in denen er die männliche Hauptrolle spielte: der bereits erwähnte Film Starke Herzen, der nach seiner Fertigstellung 1937 wegen seines nach dem Urteil der Filmprüfstelle allzu gemäßigten Antikommunismus verboten wurde, und der Kriminalfilm Ruf an das Gewissen, der bei Kriegsende zwar abgedreht war, jedoch erst später von der DEFA fertiggestellt wurde.
Gustav Diessl war in erster Ehe kurz mit Irmgard Amalie Wettach verheiratet und lebte danach mehrere Jahre mit der Schauspielerin Camilla Horn zusammen. Aus der zweiten Ehe mit Maria Cebotari stammen zwei Söhne, die nach dem Tod Cebotaris (sie überlebte Diessl nur um wenig mehr als ein Jahr) vom englischen Pianisten Clifford Curzon und seiner Frau Lucille Wallace-Curzon adoptiert wurden.

## Filmografie
- 1921: Im Banne der Kralle (Österreich)
- 1923: Vineta. Die versunkene Stadt (Deutschland)
- 1924: Ssanin (Österreich, Polen)
- 1924: Die Rache der Pharaonen (Österreich)
- 1928: Sensations-Prozess
- 1928: Das Gesetz der schwarzen Berge
- 1928: Abwege
- 1929: Die Büchse der Pandora
- 1929: Der lebende Leichnam
- 1929: Die Ehe
- 1929: Der Mann, der nicht liebt
- 1929: Mutterliebe
- 1929: Die weiße Hölle vom Piz Palü
- 1929: Frauen am Abgrund
- 1929: Die Drei um Edith
- 1930: Westfront 1918
- 1930: Moral um Mitternacht
- 1930: Die große Sehnsucht
- 1930: Hans in allen Gassen
- 1930: Leutnant warst Du einst bei deinen Husaren
- 1931: Les nuits de Port Said
- 1931: Das gelbe Haus des King-Fu (Deutschland, Frankreich)
- 1931: Menschen hinter Gittern
- 1932: Die Herrgottsgrenadiere
- 1932: Die Herrin von Atlantis
- 1932: Eine von uns
- 1932: Teilnehmer antwortet nicht
- 1933: Das Testament des Dr. Mabuse
- 1933: Roman einer Nacht
- 1933: SOS Eisberg
- 1934: Un de la montagne
- 1934: Weiße Majestät (Deutschland, Schweiz, Frankreich)
- 1935: Alles um eine Frau
- 1934: Der Dämon des Himalaya (Deutschland, Schweiz; dramatisierter Dokumentarfilm)[5]
- 1936: Die Liebe des Maharadscha (Deutschland, Italien)
- 1936: Moskau – Shanghai
- 1936: Schatten der Vergangenheit (Österreich)
- 1937/53: Starke Herzen
- 1938: Der Tiger von Eschnapur
- 1938: Das indische Grabmal
- 1938: Fortsetzung folgt
- 1938: Kautschuk
- 1939: Der grüne Kaiser
- 1939: Ich verweigere die Aussage
- 1939: Ich bin Sebastian Ott
- 1940: Stern von Rio
- 1940: Herz ohne Heimat
- 1940: Senza cielo (Italien)
- 1941: Komödianten
- 1941: Clarissa
- 1941: Menschen im Sturm
- 1941: Il bravo di Venezia (Italien)
- 1942: La donna del peccato (Italien)
- 1943: Maria Malibran (Italien)
- 1943: Calafuria (Italien)
- 1943: La danza del fuoco (Italien)
- 1943/45: Kolberg
- 1944: Nora
- 1944: Nebbie sul mare (Italien)
- 1944: Am Vorabend
- 1944/49: Ruf an das Gewissen
- 1948: Der Prozeß